# 2001-es Formula–1 amerikai nagydíj
A 2001-es Formula–1 világbajnokság tizenhatodik futama az amerikai nagydíj volt.

## Futam
|    | Rsz. | Versenyző             | Csapat           | Körök | Idő/Kiesések  | Start | Pontok |
| -- | ---- | --------------------- | ---------------- | ----- | ------------- | ----- | ------ |
| 1  | 3    | Mika Häkkinen         | McLaren-Mercedes | 73    | 1:32:42.840   | 4     | 10     |
| 2  | 1    | Michael Schumacher    | Ferrari          | 73    | 11.046        | 1     | 6      |
| 3  | 4    | David Coulthard       | McLaren-Mercedes | 73    | 12.043        | 7     | 4      |
| 4  | 11   | Jarno Trulli          | Jordan-Honda     | 73    | 57.423        | 8     | 3      |
| 5  | 18   | Eddie Irvine          | Jaguar-Cosworth  | 73    | +1:12.434     | 14    | 2      |
| 6  | 16   | Nick Heidfeld         | Sauber-Petronas  | 73    | +1:12.996     | 6     | 1      |
| 7  | 12   | Jean Alesi            | Jordan-Honda     | 72    | +1 Kör        | 9     |        |
| 8  | 7    | Giancarlo Fisichella  | Benetton-Renault | 72    | +1 Kör        | 12    |        |
| 9  | 8    | Jenson Button         | Benetton-Renault | 72    | +1 Kör        | 10    |        |
| 10 | 22   | Heinz-Harald Frentzen | Prost-Acer       | 72    | +1 Kör        | 15    |        |
| 11 | 9    | Olivier Panis         | BAR-Honda        | 72    | +1 Kör        | 13    |        |
| 12 | 19   | Pedro de la Rosa      | Jaguar-Cosworth  | 72    | +1 Kör        | 16    |        |
| 13 | 15   | Enrique Bernoldi      | Arrows-Asiatech  | 72    | +1 Kör        | 19    |        |
| 14 | 23   | Tomáš Enge            | Prost-Acer       | 72    | +1 Kör        | 21    |        |
| 15 | 2    | Rubens Barrichello    | Ferrari          | 71    | Motor         | 5     |        |
| Ki | 10   | Jacques Villeneuve    | BAR-Honda        | 45    | Felfüggesztés | 18    |        |
| Ki | 14   | Jos Verstappen        | Arrows-Asiatech  | 44    | Motor         | 20    |        |
| Ki | 6    | Juan Pablo Montoya    | Williams-BMW     | 38    | Hidraulika    | 3     |        |
| Ki | 20   | Alex Yoong            | Minardi-European | 38    | Váltó         | 22    |        |
| Ki | 5    | Ralf Schumacher       | Williams-BMW     | 36    | Kicsúszás     | 2     |        |
| Ki | 21   | Fernando Alonso       | Minardi-European | 36    | Kardántengely | 17    |        |
| Ki | 17   | Kimi Räikkönen        | Sauber-Petronas  | 2     | Kardántengely | 11    |        |

## A világbajnokság élmezőnyének állása a verseny után
| H  | Versenyzők         | Pont | H  | Konstruktőrök    | Pont |
| -- | ------------------ | ---- | -- | ---------------- | ---- |
| 1. | Michael Schumacher | 113  | 1. | Ferrari          | 167  |
| 2. | David Coulthard    | 61   | 2. | McLaren-Mercedes | 95   |
| 3. | Rubens Barrichello | 54   | 3. | Williams-BMW     | 73   |
| 4. | Ralf Schumacher    | 48   | 4. | Sauber-Petronas  | 21   |
| 5. | Mika Häkkinen      | 34   | 5. | Jordan-Honda     | 19   |

## Statisztikák
Vezető helyen:
- Michael Schumacher: 14 (1-4 / 27-33 / 36-38)
- Rubens Barrichello: 26 (5-26 / 46-49)
- Juan Pablo Montoya: 2 (34-35)
- Mika Häkkinen: 31 (39-45 / 50-73)

Mika Häkkinen 20. győzelme, Michael Schumacher 42. pole-pozíciója, Juan Pablo Montoya 3. leggyorsabb köre.
- McLaren 134. győzelme.

Jacques Villeneuve 100. versenye.